# کلود پروسپه ژولیو دو کره‌بییون
کلود پروسپه ژولیو دو کره‌بییون (به فرانسوی: Claude-Prosper Jolyot de Crébillon) نویسنده قرن هجدهم میلادی اهل فرانسه است.